# Microregione di Santa Quitéria
Santa Quitéria è una microregione dello Stato del Ceará in Brasile, appartenente alla mesoregione di Noroeste Cearense.

## Comuni
Comprende 3 municipi:
- Catunda
- Hidrolândia
- Santa Quitéria